# Melitaea occitanica
Melitaea occitanica är en fjärilsart som beskrevs av Otto Staudinger 1871. Melitaea occitanica ingår i släktet Melitaea och familjen praktfjärilar. Inga underarter finns listade i Catalogue of Life.